# WPXN-TV
WPXN-TV（チャンネル31）はアメリカ・ニューヨーク州ニューヨーク市にあるテレビ局で、アイオン・テレビジョンのローカル放送局として機能している。E・W・スクリップス・カンパニーの子会社であるアイオン・メディアが所有・運営しており、マンハッタンのミッドタウン7番街にオフィスを構え、ワン・ワールド・トレード・センターの屋上から送信している。

## 歴史

### ミュニシパル所有（1961年～1996年）

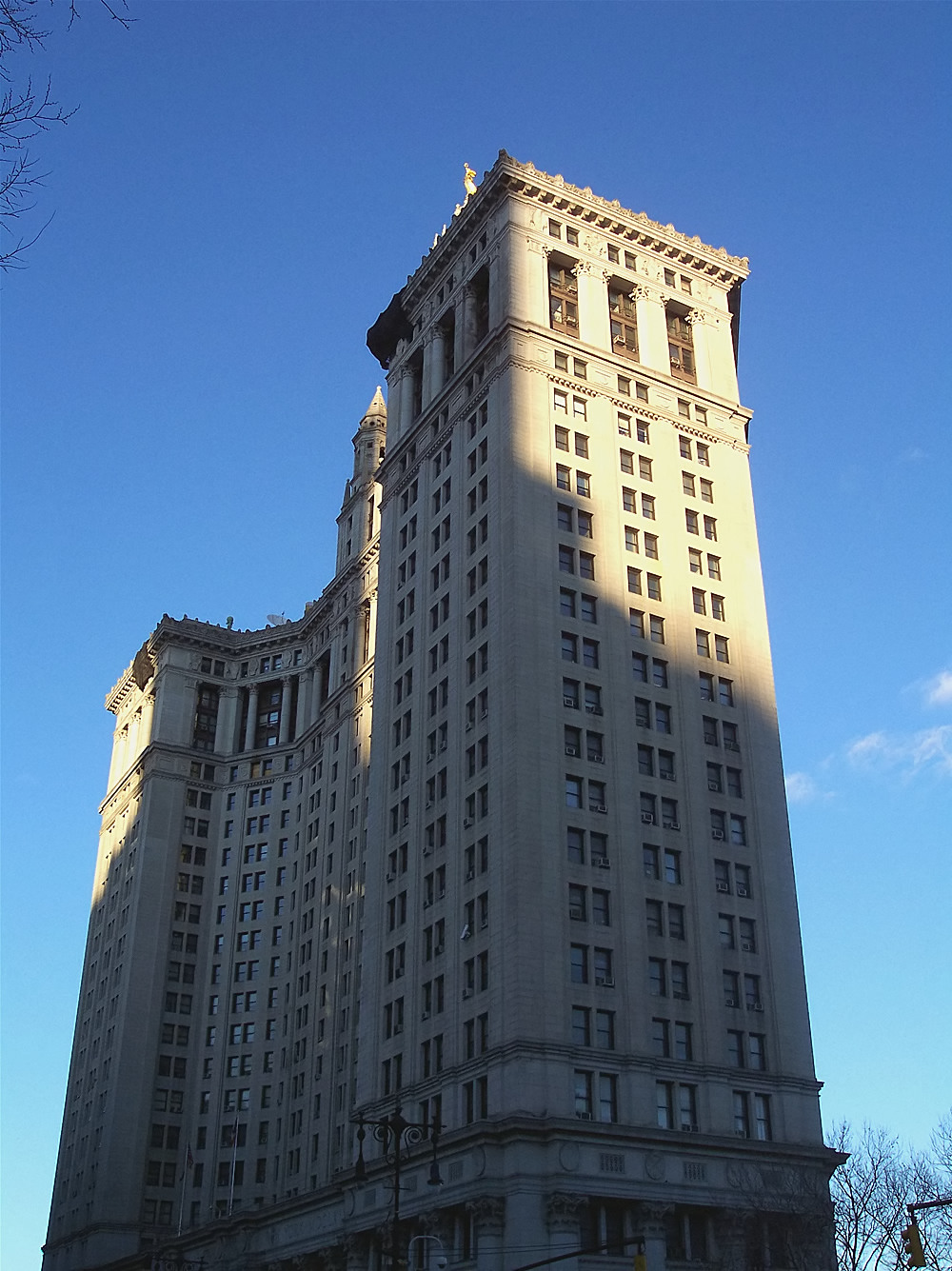
市の所有下では、WNYC-TVはマンハッタン・ミュニシパル・ビルディングに置かれた。

ニューヨーク市は、1924年にWNYCラジオの開局によりアメリカで最初に放送事業を開始した自治体の一つであり、1954年に新しい商業テレビ放送局を建設する許可を得た。7年後の1961年11月5日に「WUHF」が初めて放送を開始した。チャンネル31の免許を保有していたミュニシパル・ブロードキャスティング・システム（Municipal Broadcasting System）を通じて、当時のロバート・F・ワグナー・ジュニア市長率いる市と連邦通信委員会（FCC）は、都市環境におけるUHF放送の実現可能性を検証する実験としてWUHFを使用した。WUHFの初期の番組には、ニューヨークの既存の商業VHF放送局の同時放送、1949年に設立されたWNYCのテレビジョン映画ユニット（Television Film Unit）が制作した教育映画、大学レベルの遠隔教育のテレコース、そして伝えられるところによるとニューヨーク市警察の指名手配犯リストの毎晩の概要などが含まれていた。この実験は、数百のテスト家庭、公立学校、企業にUHF受信機を設置し、FCCと市のエンジニアが受信状況を監視することで実施された。
1年間の試験放送が成功と判断された後、WUHFの完全な管理権は市に移譲された。1962年11月5日にフルタイム放送となり、姉妹局のWNYC（当時830 AM、現：820 AM）とWNYC-FM（93.9）に合わせて、新しいコールサイン「WNYC-TV」が付与された。チャンネル31のライセンスは商業用に分類されていたが、非営利教育放送局として運営されていた。実験期間からの番組の一部は継続され、国連総会の会議の生放送も含まれるようになった。市営放送局であるWNYC-TVは、他の公共利益番組と共に、市民問題に焦点を当てた番組にも放送時間を割いていた。ナショナル・エデュケーショナル・テレビジョン（NET）とその後継である公共放送サービス（PBS）の番組もいくつか放送していたが、後に独立した教育テレビ番組を放送することが増えていった。WNYC-TVは長年にわたり、平日に『News from City Hall』（後に『News City』と改題され、30分間に拡大）という15分間のニュース番組を放送し、市政におけるその日の出来事を取り上げてきた。
1979年、市の財政危機のため、エド・コッチ市長はWNYC放送局群を他の企業に売却することを検討した。代わりに、放送局群の運営資金を集めるための手段として、WNYC財団（WNYC Foundation）が設立された。WNYC放送局群は年に2回資金集めの呼びかけを行っていたものの、WNYC-TVは商業免許保有者であったため、他のPBSメンバー局のようなオンエアでの募金活動は行わなかった。しかし、ニューヨーク州バッファローのWNED-TVは、商業ライセンスに基づく非営利放送局として数十年にわたって運営されていたため、そうしていたとしても何の問題もなかったとみられる。
チャンネル31は、外国語放送局にも放送時間の一部を貸し出していた。1980年代、外国語番組を提供する大手企業としては、平日の朝番組を放送していた日本のフジサンケイグループと、平日夜に2時間、日曜日朝に5時間（イタリアのサッカーの試合も放送）の番組を放送していたイタリアの公共放送局RAIが挙げられる。特に前者では、1982年10月4日から1986年10月にフジサンケイ・コミュニケーションズ・インターナショナル（FCI）として設立・自社スタジオを開設するまでの間、ニューヨーク地区を対象とした朝の日本語ニュース番組『おはよう!NEW YORK』が放送時間帯（東部時間7:00～9:00）にスタジオを借りる形で生放送を行っていた。
またこの時代に、WNYC-TVはミュージックビデオ現象に加わり、その過程でヒップホップ文化とラップ・ミュージックの成長に貢献した。1983年夏、チャンネル31は、局員のラルフ・マクダニエルズが作成した1時間の音楽番組『ビデオ・ミュージック・ボックス』を初放送した。同番組は、ポップ、ロック、リズム・アンド・ブルース（R&B）のアーティストによる様々なビデオのセレクションから始まった。ラップ・ミュージックも含まれていたが、最終的にはラップとR&Bのジャンルのみの番組となった。『ビデオ・ミュージック・ボックス』は多くのラップ・ミュージックアーティストの出発点となり、数年後にMTVが『ヨー!MTVラップス』を制作する基礎となったと言われている。同番組は、その後10年間、WNYC-TVの番組表で重要な位置を占め続けた（現在はチャンネル25のWNYE-TVで放送されている）。

### 私有化への移行（1996年～現在）
1994年にルディ・ジュリアーニが市長に就任して間もなく、WNYCの放送局群の売却を検討していると述べた。ジュリアーニは、放送はもはや自治体として不可欠なものではなく、金銭的な補償があれば市の予算不足を補うために使われるだろうと述べた。1995年3月に最終決定が下され、WNYCラジオ局群はWNYC財団に売却され、市はWNYC-TVについてはブラインドオークションで別途入札を募ることにした。

「S+」時代にWBISが使用したロゴ

1995年8月、ダウ・ジョーンズ・アンド・カンパニーとITTコーポレーションのパートナーシップ（ITT-Dow Jones Television LLCとして認可）が、当時UHFテレビ局に支払われた最高額の2億700万ドルでWNYC-TVオークションの勝者と宣言された。チャンネル31の商業組織への売却には多くの批判があった。外国の放送局は、番組の放送地を失ったことに不満を表明し、個人献金者からは、WNYC財団ではなく最高額の商業組織にチャンネル31を売却したジュリアーニ政権を批判する声が上がった。外国のプロデューサーは、WNYE-TV、ニュージャージー州ニュートンに拠点を置くWMBC-TV、及び市が所有するケーブルテレビネットワーク「クロスウォークス（Crosswalks）」（現：NYCメディア）を通じて新しい販路を見つけ、最終的には1990年代後半から2000年代初めに開局した多くの低出力テレビ局に分散し、現在は3州のフルパワー及び低出力局の様々なデジタルサブチャンネルを通じて活動している。
FCCとのライセンス問題や前述の外国放送局からの苦情により、最終的に取引が遅れたため、売却が正式に成立するまでにはほぼ1年を要した。結局、1996年6月30日深夜、WNYC-TVは最終的に放送を終了した。12時間後の7月1日正午、チャンネル 31は「WBIS」（ブランド名は「S+」）として再登場し、ほぼ一日中クラシック・スポーツ・ネットワークの番組を放送し、夜間にはインフォマーシャルを放送した。一方、ダウ・ジョーンズとITTは、日中はビジネスニュース、夜間はプロスポーツのニュースや試合を放送するWBISの恒久的な形式の計画に取り組んでいた。「S+」という名称は、両パートナーが取り組んでいる形式に敬意を表して、「sports, stocks, style, and success」を意味するように設計された。元WNYWゼネラルマネージャーのキャロリン・ウォール（Carolyn Wall）も、同様の立場で同局の立ち上げを監督するために採用された。新しい形式の立ち上げは多くの困難に見舞われた。当初はその年の秋に予定されていたが、両社間の事業、編集、創造性の相違が多くの局員の懸念を招いたため、最終的には延期された。
最終的に新しい形式が1997年1月21日19:00に開始され、同局のラインナップとプレゼンターを紹介する30分間の紹介番組が放送された。続いてNBAのニューヨーク・ニックスとシカゴ・ブルズの試合が行われ、ニックスの試合が地上波で放送されるのは12年ぶりとなった。立ち上げと同時に、ライアン・ドロスマン&パートナーズ（Ryan Drossman & Partners、現：MARC USA傘下）が手掛けた、同局のスローガン「Sports, money, and, oh yeah, life」に焦点を当てた巨額の予算を投じた広告キャンペーンも展開され、ニックスのスター選手ラリー・ジョンソンを起用した屋外広告も含まれていた。
翌日、ダウ・ジョーンズのビジネスニュース報道を初めて開始した。ビジネス番組は、ワールド・フィナンシャル・センターの200 リバティ・ストリートの1階に建設されたストリートレベルの完全デジタルスタジオで制作され、ウォール・ストリート・ジャーナル、バロンズ、テレレート、ロンドンとシンガポールに拠点を置くテレビ局などのメディアのリソースを使用して、6:00から18:00まで放送された。番組はニューヨーク市場に合わせて調整され、頻繁なニュース速報やビジネス最新情報、天気予報や交通情報に加え、消費者擁護、ライフスタイル、趣味に関する報道に重点が置かれていた。毎日の番組は、ニューヨークのニュースのベテランであるトニー・ガイダとキャロル・マーティン（前年にWCBS-TVから物議を醸しながら解雇された後に雇用された）、後にFOXニュースチャンネルのアンカーとなるマーサ・マッカラムがアンカーを務めた。18:00から翌6:00まで放送される毎日のスポーツ番組へのつなぎとして、30分間のスポーツ中心のビジネスリポートが放送された。
当時ケーブルビジョンと共にマディソン・スクエア・ガーデン（及びそこで試合をするチーム）の共同所有者であったITTは、当時ケーブルビジョン所有のスポーツチャンネル・ニューヨークとの合併を計画していた姉妹ケーブル局のMSGネットワークが制作するニューヨーク・ニックスとニューヨーク・レンジャースのチーム中継を提供していた。WBISは、ニューヨーク・アイランダース、ニュージャージー・デビルス、ニュージャージー・ネッツ（いずれもスポーツチャンネル・ニューヨークで放映）の試合も放送する予定で、実際に3チームそれぞれから少なくとも1試合を放映し、制作はMSGが担当し、同ネットワークとスポーツチャンネルの両方のパーソナリティが起用された。クラシック・スポーツ・ネットワークの一部の番組は、スポーツ中継のない週末や夕方には引き続き放送され、インフォマーシャルは夜間に継続された。WBISがニューヨーク・ヤンキースの放映権を獲得するという噂もあり、幹部は同局の知名度を上げるために全50試合の放送を望んでいたと伝えられていたが、同チームは1997年シーズンもWPIX（チャンネル11）に残ることを選択した。FOXスポーツネット（FSN）は当時ニューヨークに放送局がなかったため、3,000万ドルの5年間の収益分配契約を結び、FSNの「事実上の」加盟局となった。1998年秋までに、ケーブルビジョンはスポーツチャンネル・ニューヨークを含むスポーツチャンネルネットワークをFSNに転換した。その結果、WBISはビッグ12カンファレンスやパシフィック10カンファレンスのスポーツ、毎週木曜夜の野球の試合、1日3回の『FOXスポーツニュース（Fox Sports News）』などのFSNの番組やイベントを放送し、週末には当時まだ開局間もないアウトドア・ライフ・ネットワーク（Outdoor Life Network）やスピードビジョンネットワークの番組も放送した。
ハイブリッド形式は野心的ではあったものの、視聴者も広告収入も獲得できず、完全な失敗に終わった。その年の春、消費者とライフスタイルに関するトーク番組『Money/Style/Power（マネー/スタイル/パワー）』は視聴率の低迷により打ち切られ、WBISは再放送を繰り返し、遂には番組表から完全に消えてしまった。1997年5月、ITTは、WBISのリニューアルを前に既に会社の運命を阻害していたヒルトン・ホテルズ・コーポレーションによる敵対的買収の試みに抵抗するために、放送局の持ち分とマディソン・スクエア・ガーデンの持ち分を売却した（その後まもなくITTはライバルのスターウッドと合併することになる）。ダウ・ジョーンズは単独で放送局の運営を継続したが、数週間以内にテレレート部門の衰退により赤字が続いていたため、もはや損失に耐えられないと判断し、売却を検討した。初期の報道ではニューズ・コーポレーションがWBISの株式を買収しようとしている（「事実上の」WNYWの姉妹局になる）と伝えられていたが、これは結局実現せず、全米にいくつかのUHF放送局を所有していたパクソン・コミュニケーションズ（Paxson Communications、現在はアイオン・メディアとして知られている）が、結局同年5月にWBISに対して、1995年の売却価格を1,800万ドル上回る2億2,500万ドルで買収提案を行った。
このハイブリッド形式は6月に放送中止となったが、その間、WBISのビジネス番組、FOXスポーツの一部番組、CBSのケーブルテレビ「アイ・オン・ピープル」（これも短い存続期間中苦戦したネットワーク）のドキュメンタリーの再放送が行われた。WBISは、バックマン・ターナー・オーヴァードライヴの曲「ボサノバNo.1（Lookin' Out for #1）」に合わせて同局の従業員が別れを告げるビデオシーケンスを放送した後、1997年6月30日に完全に放送を終了した。翌日、パクソンは放送局の経営権を握り、「WPXN-TV」と改名し、ローカルマーケティング契約（LMA）に基づいてチャンネル31を運営し、昼間はブルームバーグ・ビジネス・ニュース（Bloomberg Business News）を放送し、残りの時間はインフォマーシャル（パクソンのinTVより）と宗教番組（パクソンのワーシップ・ネットワークより）を放送する形式とした。パクソンは、WPXNとWHAI-TV（チャンネル43）の両方をコネチカット州ブリッジポートに一時的に維持するためにFCCの許可を求めていたため、LMAが必要だった。最終的にFCCはパクソンにWPXNの買収の一時的免除を与え、買収は1998年3月6日に完了した。1年後、パクソンはブリッジポートの放送局を他の企業に売却した。
1998年8月31日、WPXNは他のパクソン放送局と共に、インフォマーシャル、「family entertainment（家族向けエンターテインメント）」と銘打ったネットワーク外の再放送、及び夜間のワーシップ・ネットワークを組み合わせた新しいテレビネットワーク「Pax TV」を初放送した。1999年にNBCはPaxの株式32%を購入し、契約の一環として、NBCは傘下の直営局と提携局の両方に、地元のPax加盟局との共同販売契約を結ぶよう奨励した。ニューヨークでは、WNBC（チャンネル4）がWPXNでまさに同じことを行い、その結果、チャンネル31でWNBCの夕方のニュース番組の再放送が放送された。LMA契約は2005年7月に終了し、その後しばらくしてNBCはPax TVの株式を売却した。
2001年9月11日、ワールドトレードセンターのタワーにハイジャックされた2機の飛行機が衝突して破壊された際、チャンネル31及び他の6つのニューヨーク市のテレビ局といくつかのラジオ局の送信施設も破壊された。数日後、WPXN-TVが放送を再開した際、チャンネル31はニュージャージー州ウェストオレンジの臨時施設から低出力で放送していた。その後、送信所はエンパイア・ステート・ビルディングに移転した。2017年5月9日、WPXN-TVが新しいワン・ワールド・トレード・センターからの放送を再開することが発表された。
2005年7月、Pax TVは名称を「i: Independent Television（i:インディペンデント・テレビジョン）」に変更し、2007年1月29日には「Ion Television（アイオン・テレビジョン）」となった。アイオン放送局の殆どと同様に、WPXNはその後、平日と日曜日の午前中のいくつかの宗教番組、金曜日の午後の子供向けテレビネットワーク「qubo」のいくつかの教育番組、プライムタイムのスケジュールを埋める、殆どネットワーク外のアイオンの再放送コレクション、及び1つの公共問題番組『ION New York City』を除いて、毎日18:00までインフォマーシャルを放送した。

#### スクリップスへの売却
2020年9月24日、シンシナティに本拠を置くE・W・スクリップス・カンパニー（ネクスター・メディア・グループのパートナー企業であるミッション・ブロードキャスティングにWPIXを売却中だった）は、バークシャー・ハサウェイからの資金提供を受けて、WPXN-TVのライセンスと資産を含むアイオン・メディアを26億5,000万ドルで買収すると発表した。この買収により、スクリップスは他の20の市場にある23のアイオン所有局をインヨー・ブロードキャスト・ホールディングス（Inyo Broadcast Holdings）に売却し（インヨー・ブロードキャスト・ホールディングスは、既存のアイオンとの提携を維持し、スクリップスが所有する他のマルチキャストネットワークを配信することに同意した）、FCCの地方及び国の所有権規制に完全に準拠できるようになった。特に、売却がなければ、アイオン・メディアとスクリップスの放送局ポートフォリオを合わせると、合併後の企業はFCCの全国放送カバレッジ上限である37%を超えていたとみられる（デジタル化以前の「UHF割引（UHF discount）」ルール（UHF放送局を総市場到達範囲の50%にカウントする）を考慮しても、WPXNは両グループの下で全国上限への最大の貢献をしている。これは、ニューヨーク市がアメリカのどのテレビ市場よりも最大の地域市場シェアを持っているため、スピンオフによって他の保持資産と同様にWPXNを維持する必要があるためである）。売却は、スクリップスが2020年12月30日にWPIXをミッション・ブロードキャスティングに売却してから約8日後の2021年1月7日に完了した。

## 技術情報

### サブチャンネル
信号は多重化されている。
| チャンネル | 解像度 | アスペクト比 | ショートネーム | 番組編成                   |
| ---------- | ------ | ------------ | -------------- | -------------------------- |
| 31.1       | 720p   | 16:9         | ION            | アイオン・テレビジョン     |
| 31.2       | 720p   | 16:9         | Bounce         | バウンスTV                 |
| 31.3       | 480i   | 16:9         | Grit           | グリット                   |
| 31.4       | 480i   | 16:9         | Laff           | コートTV                   |
| 31.5       | 480i   | 16:9         | IONPlus        | アイオン・プラス           |
| 31.6       | 480i   | 16:9         | GameSho        | ゲーム・ショー・セントラル |
| 31.7       | 480i   | 16:9         | BUSTED         | バステッド                 |
| 31.8       | 480i   | 16:9         | QVC            | QVC                        |

### アナログからデジタルへの変換
WPXN-TVは、連邦政府が義務付けたアナログテレビからデジタルテレビへの移行の一環として、2009年6月12日に UHFチャンネル31経由のアナログ信号による定期番組の放送を終了した。デジタル信号は、移行前のUHFチャンネル30からチャンネル31に移行した。WFUT-DTは、チャンネル52～69の段階的な廃止に伴い、チャンネル53からデジタル信号を移動し、チャンネル30の割り当てを引き継いだ。

### 元中継局
ニューヨーク州アミティビルにあるWPXU-LD（チャンネル12）は、かつてはWPXN-TVを中継していた。2011年5月2日頃に開局した同局は、数年前にWWOR-TV（チャンネル9）のデジタル信号にチャンネルが再割り当てされた後に放送を停止したチャンネル38のアナログ放送局WPXU-LPの後継局である。2014年12月15日、アイオンはWPXU-LDをデイスターの親会社であるワード・オブ・ゴッド・フェローシップ（Word of God Fellowship）に寄贈する契約を締結した。
ニュージャージー州イーストオレンジのWPXO-LP（チャンネル34）は、2007年8月に売却されるまでWPXN-TVの放送を中継していた。現在はスペイン語の独立放送局WNYX-LDである。